# Jennifer González
Jennifer Corona del Rosario González Hernández (ur. 10 stycznia 1987) – gwatemalska zapaśniczka walcząca w stylu wolnym. Zajęła 24 miejsce na mistrzostwach świata w 2006. Dwukrotna brązowa medalistka mistrzostw panamerykańskich w 2005 i 2013. Mistrzyni igrzysk Ameryki Środkowej w 2013 i trzecia w 2017. Trzecia na MŚ juniorów w 2006. Pierwsza na mistrzostwach panamerykańskich juniorów w 2005, a trzecia w 2006 roku.